# Ji Xiao-bing
Ji Xiao-bing (Chino: 季肖冰), es un actor chino.

## Biografía
Se entrenó en la Academia de Cine de Pekín (en inglés: "Beijing Film Academy").

## Carrera
Es miembro de la agencia "季肖冰工作室" desde el 2018.
En enero del 2014 se unió al elenco recurrente de la serie The Investiture of the Gods donde interpretó a Bo Yikao, el hijo mayor del Rey Wen de Zhou (Jian Yuanxin) y hermano mayor del Rey Wu de Zhou (Johnny Zhang).
En el 2016 se unió al elenco recurrente de la serie Novoland: The Castle in the Sky donde dio vida a Pian Yu, el jefe de la tribu humana que está enamorado de Shao Wu (Lin Jieni).
Ese mismo año se unió al elenco recurrente de la serie Noble Aspirations donde interpretó a Zheng Dali, el tercer discípulo en Mt. Dazhu.
También apareció como invitado en la serie The Princess Weiyoung donde dio vida a Chiyun Si.
En abril del 2017 se unió al elenco recurrente de la serie The Fox's Summer donde interpretó a Gao Yang, el secretario de Gu Chengze (Jiang Chao), hasta el final de la serie en mayo del mismo año.
En abril del 2018 se unió al elenco recurrente de la serie Here to Heart donde dio vida a Gao Fang, uno de los fundadores de la compañía "Qianyu" y el amigo más cercano de Zhan Nanxian (Hans Zhang).
En marzo del 2019 se unió al elenco recurrente de la serie Nice to Meet You donde interpretó a Si Cheng.
El 6 de enero del 2020 se unió al elenco de la serie Fairyland Lovers donde dio vida a Yang Ji, hasta el final de la serie en febrero del mismo año.
El 19 de noviembre del mismo año se unió al elenco principal de la serie Be With You (好想和你在一起) donde interpretó a Ji Xinxin, un frío y arrogante entrenador de patinaje sobre hielo, hasta el final de la serie el 3 de diciembre del mismo año.
En 2021 se unirá al elenco recurrente de la serie You Are My Glory donde dará vida a Su Zhi, el exnovio de Qiao Jingjing (Dilraba Dilmurat).

## Filmografía

### Series de televisión
| Año  | Título                                        | Personaje     | Notas         |
| ---- | --------------------------------------------- | ------------- | ------------- |
| 2021 | The Trick of Life And Love                    |               | 32 episodios  |
| 2021 | You Are My Glory                              | Su Zhi        |               |
| 2020 | Be With You (好想和你在一起)                  | Ji Xinxin     | 24 episodios  |
| 2020 | Fairyland Lovers (蓬莱间)                     | Yang Wei      | '35 episodios |
| 2019 | You Are The Miracle (你是我的奇迹)            | Lin Ze        | 23 episodios  |
| 2019 | The Locked Room (上锁的房间)                  | Wang Zike     |               |
| 2019 | Nice to Meet You (只为遇见你)                 | Si Cheng      |               |
| 2018 | S.C.I. Mystery (S.C.I.谜案集)                 | Zhan Yao      | 24 episodios  |
| 2018 | Here to Heart (温暖的弦)                      | Gao Fang      |               |
| 2017 | Special Duty Elite (Secret Elite, 特勤精英)   | Zhuang Sen    |               |
| 2017 | The Fox's Summer Season 2 (狐狸的夏天第二季)  | Gao Yang      |               |
| 2017 | The Fox's Summer (狐狸的夏天)                 | Gao Yang      |               |
| 2016 | The Princess Weiyoung (锦绣未央)              | Chiyun Si     |               |
| 2016 | Noble Aspirations (青云志)                    | Zheng Dali    |               |
| 2016 | Novoland: The Castle in the Sky (九州·天空城) | Pian Yu       |               |
| 2016 | Zhen Mi Tian Zi (真命天子)                    | Chen Youliang |               |
| 2015 | Midnight Taxi (午夜计程车)                    | 陈明俊        |               |
| 2015 | 义道                                          | 郝明轩        |               |
| 2015 | Sun Lao Stubborn (孙老倔的幸福)               | 陈明俊        |               |
| 2014 | Road of Loyalty                               | -             |               |
| 2014 | Three Queens (老妈的三国时代)                 | 杨子忠        |               |
| 2014 | Wang Hai De Nv Ren                            | -             |               |
| 2014 | The Investiture of the Gods (封神英雄榜)      | Bo Yikao      |               |
| 2013 | The Distance to Love (到爱的距离)             | Cheng Ming    |               |
| 2013 | Legend of Goddess Luo (新洛神)                | Yang Xiu      |               |
| 2013 | 浦江危情                                      | 沈海昆        |               |
| 2012 | 剪爱美发情缘                                  | 顾冕          |               |
| 2012 | 望海的女人                                    | 阿宽          |               |
| 2012 | 爱情花园                                      | 马屿          |               |
| 2011 | 断刺                                          | 士兵          |               |
| 2010 | 零号国境线                                    | 孙建新        |               |
| 2010 | Family Reunion (团圆)                         | 金昊威        |               |

### Películas
| Año  | Título                     | Personaje            | Notas                                              |
| ---- | -------------------------- | -------------------- | -------------------------------------------------- |
| 2017 | Family of Winners (玩大啦) | Fa Shi / Jin Weilian | junto a Sookie Pan, Fang Zige, Lu Enjie y Yu Yilia |
| 2017 | 垫底联盟                   | 金威廉               |                                                    |
| 2016 | 顿悟之白骨美人心           | 帅哥                 |                                                    |

### Programas de variedades
| Año  | Título   | Notas |
| ---- | -------- | ----- |
| 2014 | 包公来了 |       |

### Revistas / sesiones fotográficas
| Año  | Título          | Notas             |
| ---- | --------------- | ----------------- |
| 2018 | SoCool Magazine |                   |
| 2018 | CHIC Magazine   | junto a Gao Hanyu |
| 2018 | Boom (街拍)     |                   |